# Мъжка полова система
Мъжката полова система (на латински: systema genitalis masculina) е съвкупност от анатомични органи при животните и човека, която служи за образуване и временно съхранение на мъжките гамети – сперматозоидите, и за тяхното прехвърляне в женския организъм, с цел размножаване. Основните органи на мъжката полова система са мъжките полови жлези и половият член. Мъжките полови жлези се наричат семенници (тестиси).

## Мъжки полови органи

### Семенници
Семенниците са два, с овална форма. Големината им е 4 – 6 cm. Левият семенник е по-голям от десния и е разположен по-ниско в скротума. Това се дължи на излизащите от семенниците кръвоносни съдове. Покрити са с плътна обвивка и са богато кръвоснабдени. Скротумът обвива семенника, надсеменника и част от семеотводния канал. Кожата му е по тъмна и богата на кръвоносни съдове, нервни окончания и лимфни съдове. Температурата в него е с 2 градуса по-ниска от тази в коремната кухина. Семенниците са изградени от каналчета с обща дължина около 300 m. До раждането семенниците са разположени в коремната кухина. След това преминават в кожена торбичка извън нея. Това е важно условие, за да може с настъпването на полова зрялост в тях да се образуват сперматозоиди. По време на половата зрялост в семенниците непрекъснато се образуват сперматозоиди в големи количества. За едно денонощие се образуват около 500 милиона. Чрез половия член сперматозоидите се внасят в женската полова система. Със самостоятелни движения те достигат до зрялата яйцеклетка. Един от тях се слива с нея – извършва се оплождане. Образува се нова клетка.
Сперматозоидите са изградени от главичка с овална форма, която носи цялата наследствена информация, шийка, междинна част и опашка. Опашката е по-дълга от главичката, осъществява активни движения и в началната си част има много митохондрии; играе ролята на двигател на сперматозоида.
- Функции на семенниците:

1. Произвежда сперматозоиди.
2. Образува тестостерон – мъжки полов хормон.

### Надсеменник (епидидим)
Представлява силно нагънат канал с дължина 3 – 4 cm, разгънат е около 6 m. Има форма на качулка и е разположен върху семенника. В него сперматозоидите узряват окончателно и придобиват енергия.

### Семеотводен канал
Преминава в коремната кухина и се спуска по задната повърхност на пикочния мехур. След това се съединява с отвеждащия канал на семенното мехурче и преминава през простатната жлеза, като се влива в пикочния канал. Дължината му е около 30 cm.

### Пикочен канал
Разположен е по долната страна на пениса. Изграден е от 2 сфинктера (кръгови мускули), които служат за задържане на урината в пикочния мехур и не позволяват проникването на микроорганизми в него, и лигавица, която е богата на жлези, отделящи слуз и изпълняващи защитна функция.

### Семенни мехурчета
Те са чифтен орган с овална форма. Разположени са над простатната жлеза, между пикочния мехур и дебелото черво. Отвеждащите им канали се вливат в семеотводния канал. В тях не навлизат сперматозоиди. Отделят белезникав секрет, който съдържа фруктоза и увеличава подвижността на сперматозоидите.

### Семенна течност
Съдържа сперматозоиди, секрети на допълнителните полови жлези (семенни мехурчета и простатна жлеза) и други по-малки жлези.

## Мъжки полов член
Изграден е от корен, тяло – покрито с тънка подвижна кожа с гънка (препуциум) и главичка. Дължината, твърдостта и обемът му се увеличават значително при полова възбуда.
Под действие на половия хормон се развиват вторичните полови белези на мъжа: характерна структура на скелета, по-голяма мускулна маса, по-нисък глас, окосмяване на определени места от лицето, гърдите, половата област и крайниците.